# Thyreobaeus
Thyreobaeus scutiger és una espècie d'aranya araneomorfa de la subfamília dels erigonins, dins de la família Linyphiidae. És l'únic membre del gènere monotípic Thyreobaeus .
Fou descrit per primera vegada per Eugène Louis Simon l'any 1889. Es pot trobar a Madagascar.